# Carl James Bühring

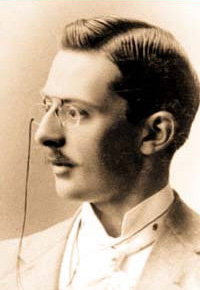
Carl James Bühring

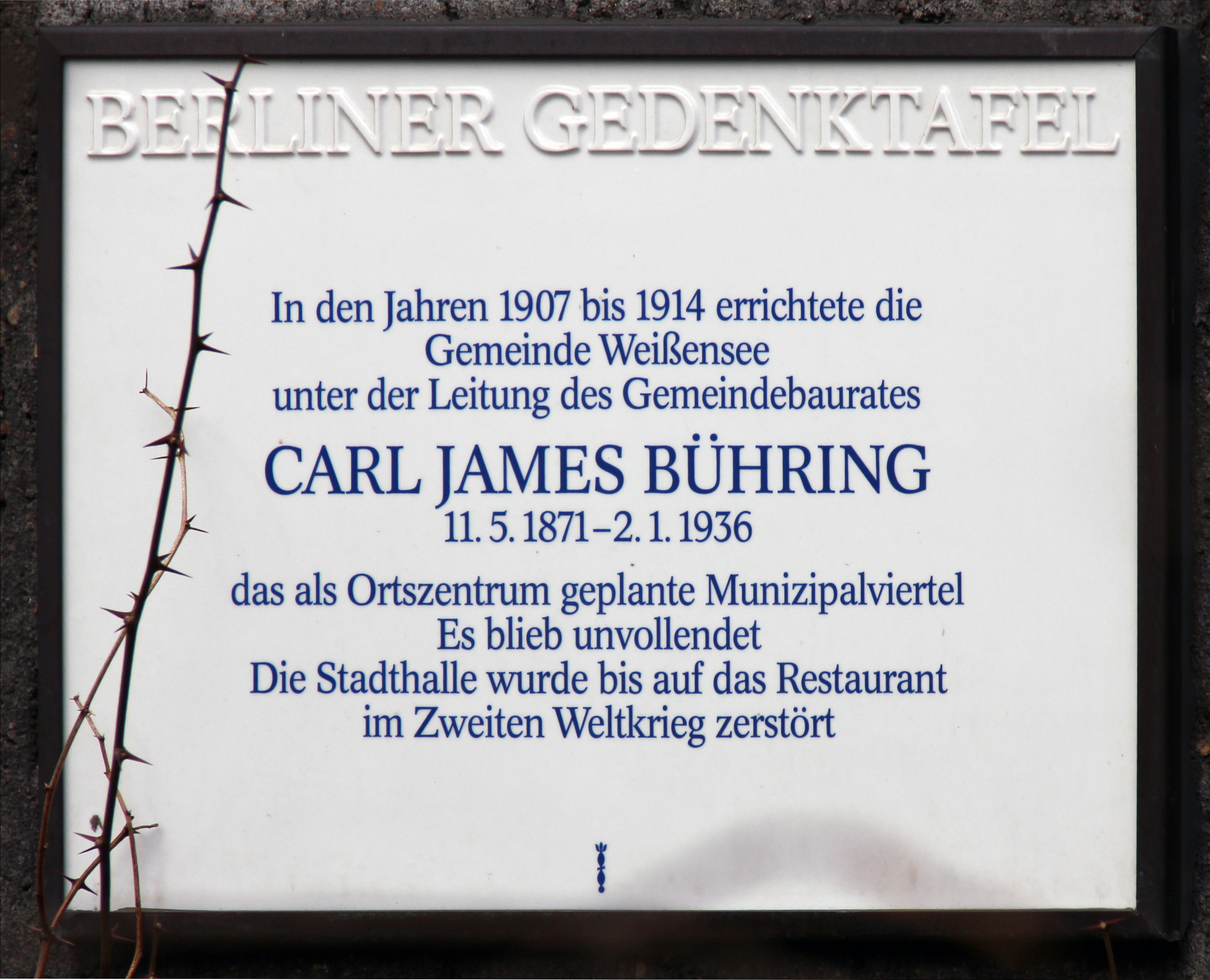
Berliner Gedenktafel am Haus, Pistoriusstraße 24, in Berlin-Weißensee

Carl James Bühring (* 11. Mai 1871 in Berlin; † 2. Januar 1936 in Leipzig) war ein deutscher Architekt und Baubeamter.

## Leben
Carl James Bühring wurde am 11. Mai 1871 in Berlin geboren. Da sein Vater Großkaufmann von Beruf war, verbrachte Carl James den größten Teil seiner Kindheit im Ausland, längere Zeit in Edinburgh, später in Christiania (Oslo). In Christiania besuchte der junge Bühring ein humanistisches Gymnasium und erhielt dort 1891 sein Abitur.
Danach besuchte er einige Seminare an der dortigen Universität und kam durch eine einjährige Arbeit in engen Kontakt zur Architektur.
Im Herbst 1892 kehrte er nach Deutschland zurück und begann mit dem Studium der Architektur an der Technischen Hochschule (Berlin-)Charlottenburg. Zwei Jahre später verließ er Berlin und setzte seine Studien an der Technischen Hochschule Braunschweig fort, wo er das Studium erfolgreich beendete.
Ab dem Beginn des Jahres 1897 war er bis 1900 als Regierungsbauführer (Referendar) in Wiesbaden tätig. Während dieser Zeit wurde er in den angesehenen Architekten-Verein zu Berlin aufgenommen. In den Jahren bis 1904 hatte er verschiedene Stellen in Berlin, Hannover, Nienburg; unter anderem war er nicht nur als Architekt, sondern auch als Lehrer an der Staatlichen Baugewerkschule Nienburg tätig.

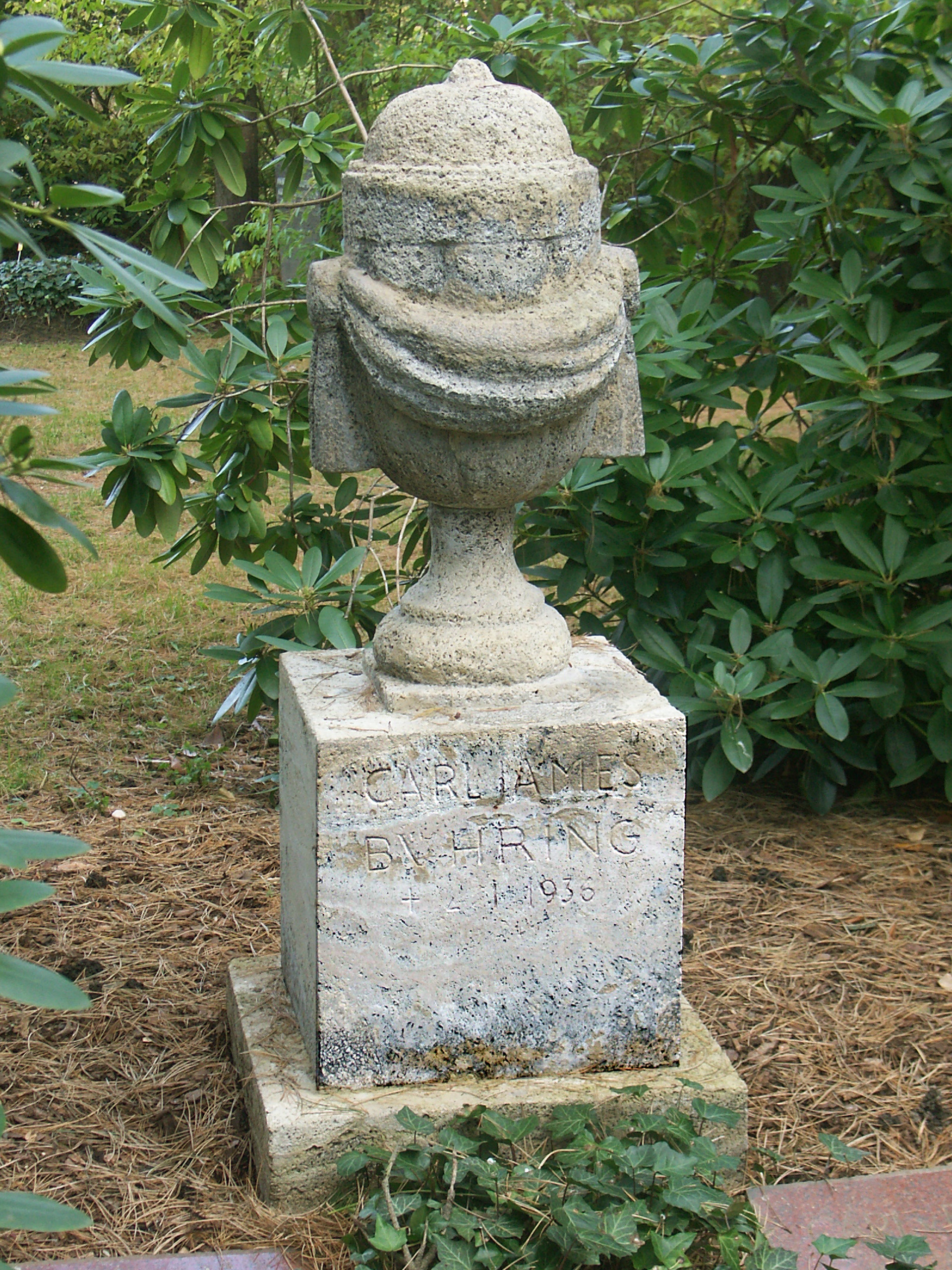
Sein Grabmal auf dem Leipziger Südfriedhof

1904 zog er wieder nach Berlin und arbeitete dort für die nächsten beiden Jahre als Assistent an der Technischen Hochschule Charlottenburg. Um wieder gestalterisch tätig zu werden, nahm er in dieser Zeit an sehr vielen Architekturwettbewerben teil.
Im März 1904 heiratete er Marie Oster, mit der er in den folgenden Jahren drei Töchter und zwei Söhne hatte. Einer seiner Söhne, der 2002 verstorbene Entwurfsarchitekt am Staatlichen Hochbauamt in Stuttgart Carl Arthur Bühring, stiftete der NPD (heute Die Heimat) ihren Hauptsitz, das Carl-Arthur-Bühring-Haus (Seelenbinderstraße 42 in 12555 Berlin).
Im April 1906 trat er das Amt des Gemeindebaurates des späteren Berliner Stadtteils Weißensee an. Damit begann für ihn eine der produktivsten Phasen seines Lebens (siehe: Bedeutung für Berlin).
Am 10. März 1915 wurde er zum Stadtbaurat von Leipzig gewählt. Nach seiner Übersiedlung nach Leipzig war er dort bis zu seiner Abwahl 1924 in seinem öffentlichen Amt tätig. Danach ging er in Pension. Noch während seiner Amtszeit als Stadtbaurat von Leipzig wurde Carl James Bühring am 19. November 1920 auf Grund seiner herausragenden Leistungen auf dem Gebiet der Architektur von der Technischen Hochschule Carolo-Wilhelminia in Braunschweig die Ehrendoktorwürde verliehen. Versuche, in den Jahren nach 1924 eine neue Anstellung zu finden, scheiterten. Dennoch arbeitete er bis zu seinem Tode ehrenamtlich an der Gestaltung des Leipziger Zoos mit.
Am 2. Januar 1936 starb Carl James Bühring im Alter von 64 Jahren in Leipzig. Vier Tage später, am 6. Januar 1936, wurde er auf dem Südfriedhof von Leipzig beigesetzt.

## Bedeutung für Berlin

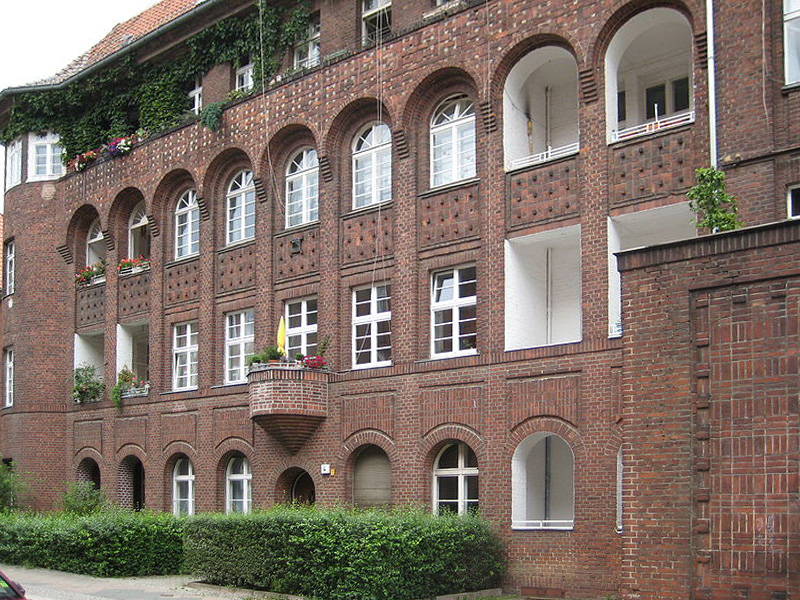
Eine typische Berlin-Weißenseer Architektur von Carl James Bühring, hier Wohnhaus an der Woelckpromenade

Carl James Bühring war für die Entwicklung von Weißensee, seinerzeit weit nördlich vor den Toren Berlins gelegen, eine zentrale Figur. Bis zur Gründerzeit gab es direkt am Weißen See nur das Dorf, doch Ende des 19. Jahrhunderts entstand weiter östlich die Gemeinde „Neu-Weißensee“. Bereits zu dieser Zeit versuchte der Gemeinderat Carl Woelck, die beiden Orte zu einer Stadt zusammenzuschließen, er sollte dieses Ziel jedoch nie erreichen.
Allerdings hatte Woelck weitere Pläne mit dem Ort und holte Carl James Bühring zur Realisierung seiner Träume nach Weißensee. Im Frühjahr 1906 trat Bühring sein Amt als Gemeindebaurat an, nachdem er zuvor in Christiania (heute Oslo), Hannover und in Charlottenburg studiert hatte und als Regierungsbaurat in Berlin tätig gewesen war.
Bühring sollte im Gegensatz zu den entstehenden Mietskasernen in Berlin eine „bessere Wohngegend“ schaffen, um die „höheren Schichten“ anzusprechen. Das Zentrum wurde die heutige Pistoriusstraße, rund um den Kreuzpfuhl, an dem sich neben der Woelckpromenade bis 2006 das Bühring-Gymnasium befand. Hier entstand eine Wohnanlage in märkischer Backstein-Architektur, die noch heute zum Großteil erhalten ist. Dagegen wurde die Stadthalle im Zweiten Weltkrieg zerstört und später nicht mehr wieder aufgebaut. In der „Munizipalviertel“ genannten Gegend konnte Bühring seine Vorstellungen eines Wohnviertels für gehobene Ansprüche realisieren. Auch weiter nördlich und östlich wurde Carl James Bühring als wichtigster Architekt eingesetzt, u. a. entwarf er die Gebäude der Badeanstalt am Weißen See sowie die Kinderklinik an der Hansastraße, die bis etwa 1996 in Betrieb war.
Da der Gemeinde Weißensee trotz der umfangreichen Bautätigkeit die Anerkennung als eigenständige Stadt verwehrt blieb, gerieten Woelck und Bühring innerhalb der örtlichen Bevölkerung zunehmend unter Druck. Weitere geplante Projekte wie ein Feuerwehrhaus konnten nicht mehr realisiert werden. Frustriert wegen der fehlenden Anerkennung ging Bühring 1915 nach Leipzig, wo er bis zu seinem Tod lebte und arbeitete.
Weißensee wurde 1920 nach Groß-Berlin eingemeindet und gehört heute zum Bezirk Pankow.

## Bedeutung für Leipzig

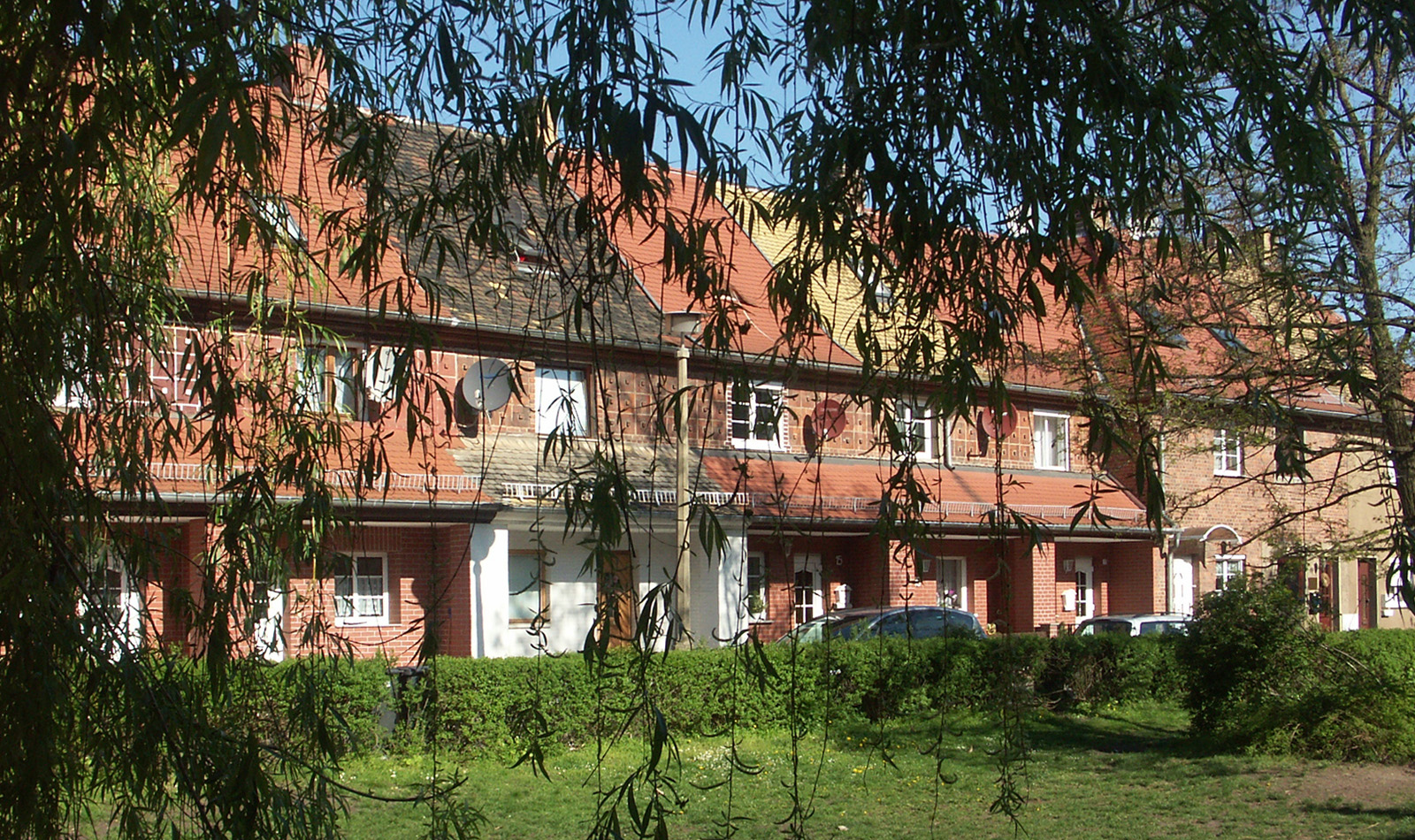
Weidenhofsiedlung, Bührings Schmuckelemente am Obergeschoss zu erkennen

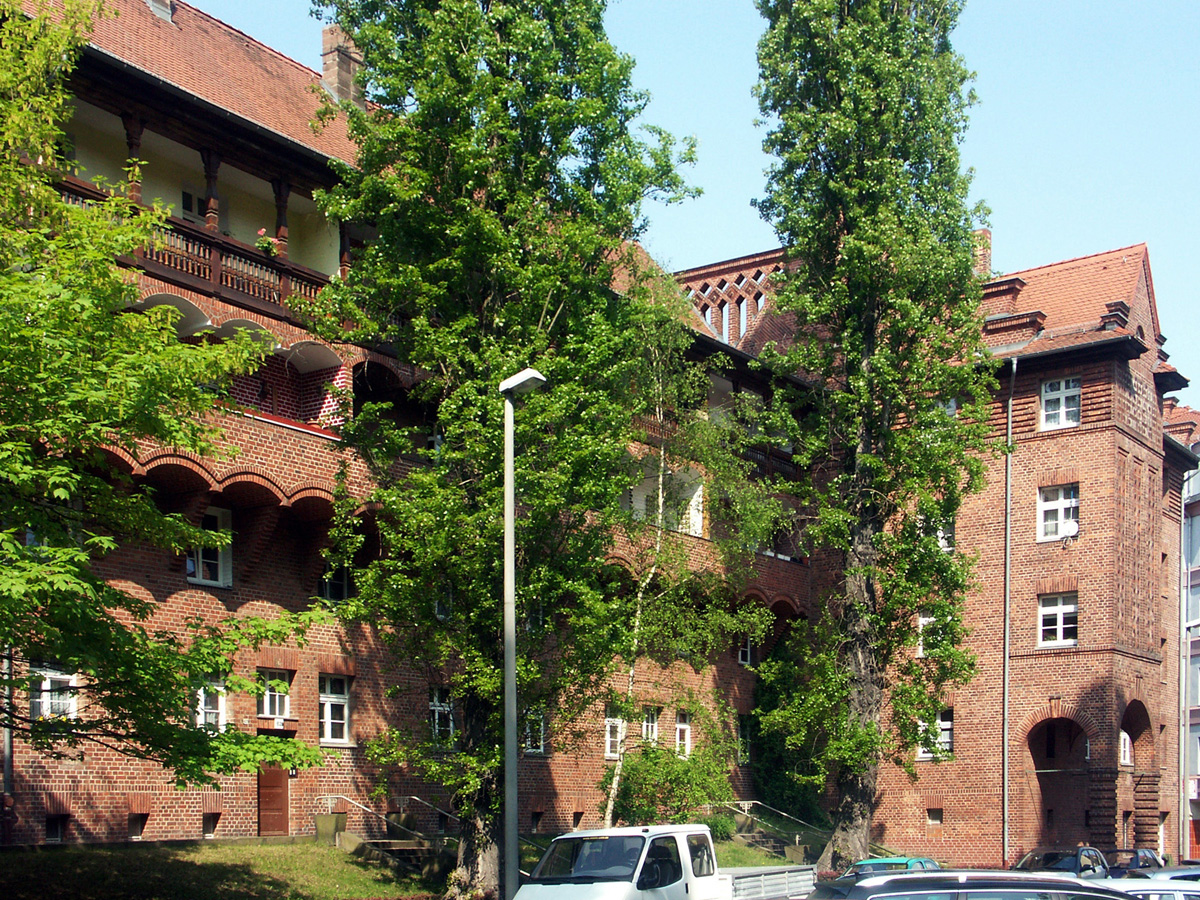
Wohnensemble an der Lößniger Straße

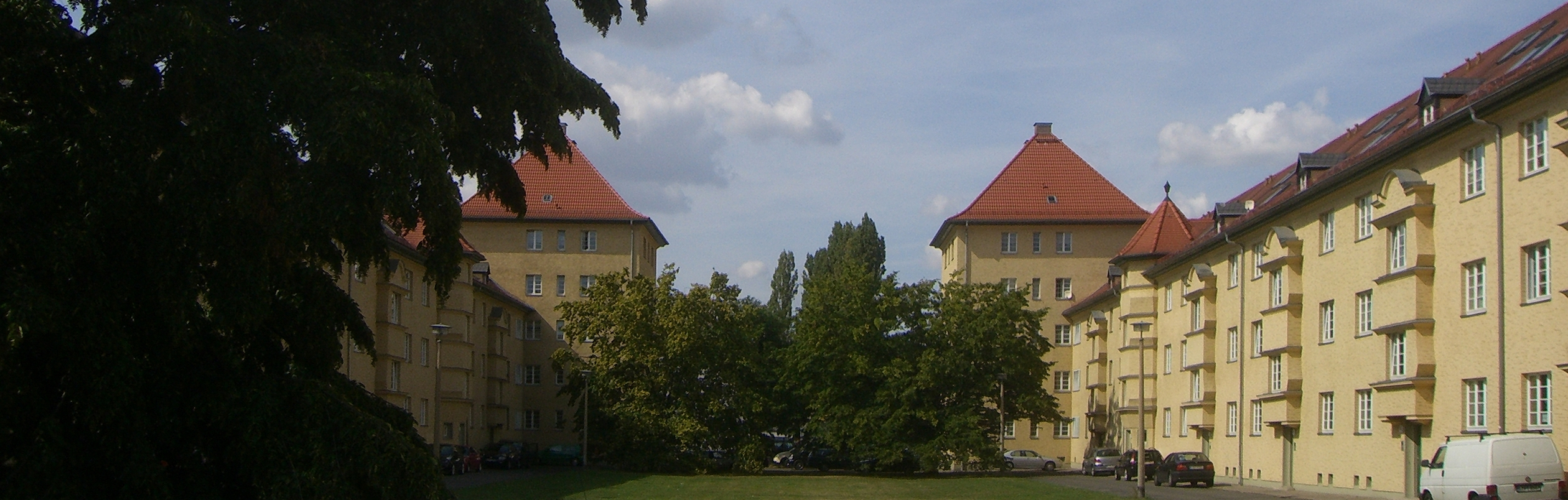
Wohnensemble Lützner Plan

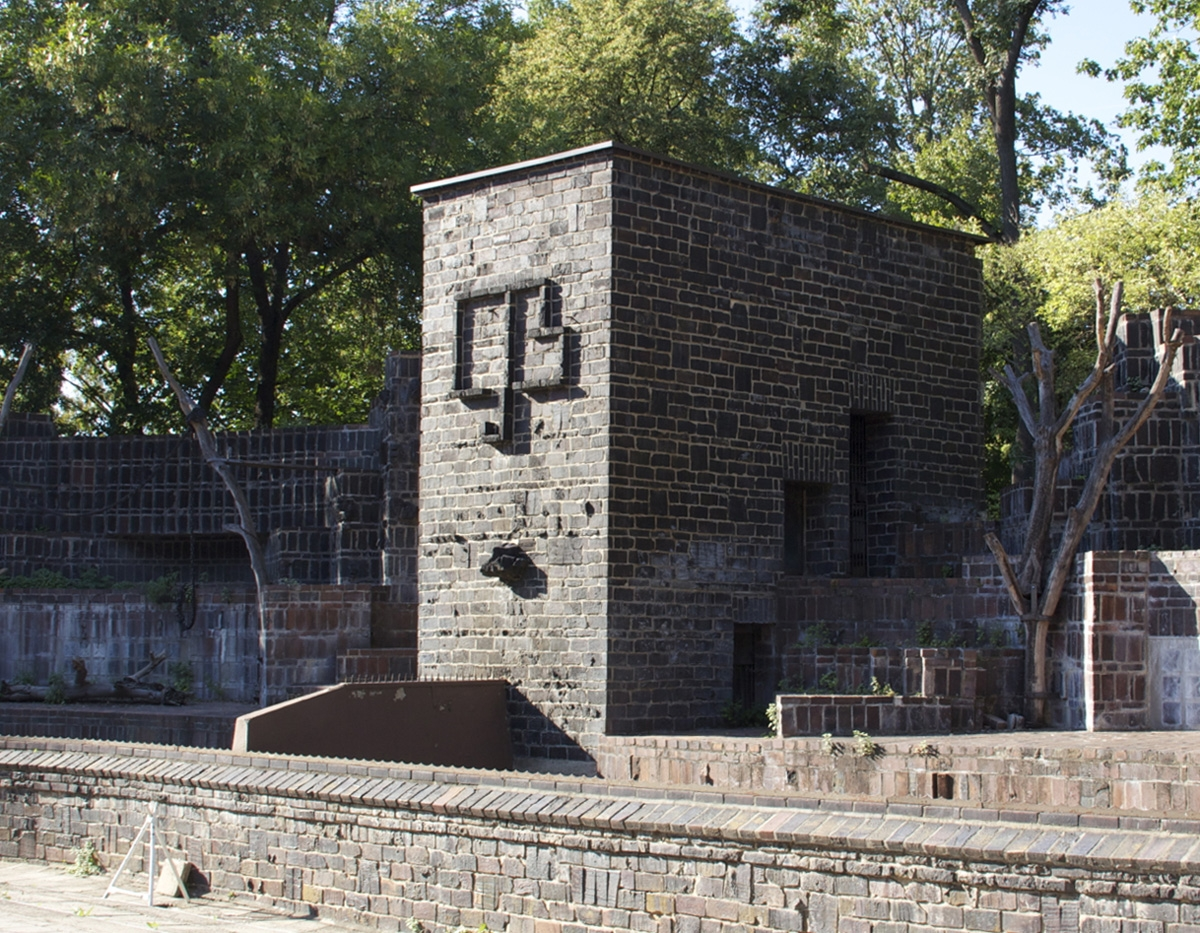
Bührings Initialen CJB an der Bärenburg im Leipziger Zoo

Die Zeit Carl James Bührings als Leipziger Stadtbaurat fiel in die Periode wirtschaftlicher Schwierigkeiten während des Ersten Weltkriegs und in der Nachkriegszeit, aber auch in die Zeit der Bemühungen für die gedachte Entwicklung Leipzigs als Weltmessestadt. Daraus resultierten zahlreiche gigantische, aber nicht ausgeführte Projekte. Zu diesen zählen ein Entwurf Bührings von 1920 für ein großes Messe- und Bürohochhaus mit einer elfgeschossigen Doppelturmanlage, ein dreißiggeschossiger Messeturm (Emanuel Haimovici / Richard Tschammer / Arno Caroli, 1919) und ein „Welthandelspalast“ auf dem Schwanenteichgelände zwischen Hauptbahnhof und Augustusplatz (1921), die Bühring als Stadtbaurat mit vertreten hat. Der Letztere sollte mit einer Ausstellungsfläche von 200.000 Quadratmetern mehr Ausstellungsraum bieten als alle bis dahin in Leipzig existierenden Messehäuser.
Bührings Arbeit als Stadtbaurat galt aber vornehmlich der städtebaulichen Entwicklung Leipzigs. 14 unter seiner Leitung aufgestellte und vom Rat der Stadt und der sächsischen Landesregierung angenommene Bebauungspläne belegen dies.
Als Architekt tat sich Bühring in Leipzig zunächst besonders im Wohnungsbau hervor. Nach dem Ersten Weltkrieg errichtete er im Stadtteil Mockau die aus 163 Häusern bestehende Eigenheimsiedlung Weidenhof, die an die in Leipzig mit der Gartenvorstadt Marienbrunn begonnene Idee der Gartenstadt anschließt. Auch hier verwendete er, wie vorher in Weißensee, den Backstein als Bau- und Schmuckelement. Durch individuelle Sanierungen und Ergänzungen ist in der Weidenhofsiedlung viel von Bührings Gestaltung verloren gegangen. Gut erhalten in Bührings Stil ist dagegen – bis auf geringe Ergänzungen nach Schäden im Zweiten Weltkrieg – das Ensemble des Wohnkomplexes mit 248 Wohnungen an der Lößniger Straße zwischen Steinstraße und Fichtestraße in der Südvorstadt. Weitere von Bühring erbaute Wohnhäuser finden sich in Lindenau um den Lützner Plan und in Probstheida an der Prager Straße. 1922 bis 1924 erbaute er in der Härtelstraße 16–18 ein Textilmessehaus, das nach umfassendem Umbau nach dem Zweiten Weltkrieg von der medizinischen Fakultät der Universität genutzt wurde.
Nach seiner Entlassung aus dem städtischen Dienst war er vor allem an der Gestaltung des Leipziger Zoos beteiligt. Auch hier findet sich seine typische Backsteinarchitektur. Es begann 1924/1925 mit dem Elefantenhaus, dem die großen Freiflug-Volieren, ebenfalls mit Klinkerpfeilern, und die Affenfreianlage (Affeninsel) folgten. Den Abschluss bildete 1929 die Bärenburg, die wegen der veränderten Tierhaltungsbedingungen 2013 als solche aufgegeben und bis 2015 zum Abenteuerspielplatz umgebaut wurde.
Durch seine Bauten und seine städtebaulichen Planungen hat Carl James Bühring insbesondere in den 1920er Jahren das Stadtbild Leipzigs bis in die heutige Zeit geprägt.

## Ehrungen
- Am 10. Oktober 1995 wurde am Wohnhaus, Berlin-Weißensee, Pistoriusstraße 24, eine Berliner Gedenktafel angebracht.
- Schule: Bühring-Oberschule, Woelckpromenade 38, Weißensee (seit 2007 wegen Fusion mit benachbartem Gymnasium jedoch umbenannt in Primo-Levi-Gymnasium)
- Straße: Bühringstraße, Weißensee
- Straße: geplante Bühringstraße in Leipzig-Anger-Crottendorf